# 제5군단 포병대
제5(V)군단 포병대(V Corps Artillery (VCA))는 미국 육군 제5(V)군단의 직할 포병지휘부였다.

## 역사
제1차 세계 대전에서는 공식적으로 편성되지 않았다. 전간기인 1921년 5월 13일 포트 브래그에서 편성되어 군단 포병대로 지정된 제13야전포병여단을 공식적으로 근원으로 보지만, 이력은 미국 내전부터 필리핀을 두고 싸운 미국-스페인 전쟁과 제1차 세계 대전도 포함한다.
1940년 12월 16일, 캘리포니아 육군 국가위병 소속 제76야전포병여단이 군단 포병대로 지정되어 정규군에 배정되었다. 제2차 세계 대전에 참전하기 전에 1941년부터 1943년까지 포트 루이스, 야키마, 사막훈련소 등에서 훈련하였고, 이후 포트 레오나드 우드로 건너가 배편으로 해외로 배치될 준비를 갖췄다.
오버로드 작전을 준비하기 위해 잉글랜드의 솜머셋 타운톤 노턴 마노 캠프로 건너갔다. 그곳에서 1944년 6월 3일에 제5군단 포병대로 재편성되었다.
1951년 8월 3일, 냉전의 시작으로 제5군단이 증원되면서 마찬가지로 제5군단 포병대도 재소집되었다. 유럽에 배치되고 계속 그 자리를 지켰으며, 마지막에는 2007년 7월 15일까지 제41야전포병여단을 거느렸고, 군단과 함께 해산하였다.

## 참고
- “"Ruck it Up!": The Post-Cold war Transformation of V Corps, 1990-2001”. Center of Military History. 2020년 2월 13일에 확인함.